# Danh sách di sản văn hóa Tây Ban Nha được quan tâm ở hạt Baix Llobregat (tỉnh Barcelona)
Danh sách di sản văn hóa Tây Ban Nha được quan tâm ở hạt Baix Llobregat (tỉnh Barcelona).

## Di tích theo thành phố

### A

#### Abrera
| Tên              | Dạng                                             | Địa điểm                           | Tọa độ                                        | Số hồ sơ tham khảo? | Ngày nhận danh hiệu? | Hình ảnh                            |
| ---------------- | ------------------------------------------------ | ---------------------------------- | --------------------------------------------- | ------------------- | -------------------- | ----------------------------------- |
| Lâu đài Voltrera | Di tích Kiến trúc phòng thủ Thời gian: Thế kỷ 11 | Abrera Urbanización de Can Vilalba | 41°31′31″B 1°55′37″Đ / 41,525411°B 1,927051°Đ | RI-51-0005167       | 08-11-1988           | Castillo de Voltrera · Upload image |

### C

#### Casteldefels(Castelldefels)
| Tên                   | Dạng            | Địa điểm     | Tọa độ                                        | Số hồ sơ tham khảo? | Ngày nhận danh hiệu? | Hình ảnh                                |
| --------------------- | --------------- | ------------ | --------------------------------------------- | ------------------- | -------------------- | --------------------------------------- |
| Lâu đài Can Ballester | Di tích Lâu đài | Casteldefels |                                               | RI-51-0005355       | 08-11-1988           | Upload image                            |
| Lâu đài Can Gomar     | Di tích Lâu đài | Casteldefels | 41°17′00″B 1°58′44″Đ / 41,283218°B 1,978858°Đ | RI-51-0005352       | 08-11-1988           | Castillo de Can Gomar · Upload image    |
| Lâu đài Casteldefels  | Di tích Lâu đài | Casteldefels | 41°17′03″B 1°58′42″Đ / 41,284111°B 1,978226°Đ | RI-51-0005249       | 08-11-1988           | Castillo de Casteldefels · Upload image |
| Tháp Barona           | Di tích Tháp    | Casteldefels | 41°16′10″B 1°57′45″Đ / 41,269576°B 1,962483°Đ | RI-51-0005353       | 08-11-1988           | Torre Barona · Upload image             |
| Tháp phòng thủ        | Di tích Tháp    | Casteldefels |                                               | RI-51-0005250       | 08-11-1988           | Upload image                            |

#### Castellví de Rosanes
| Tên               | Dạng                                | Địa điểm             | Tọa độ                                        | Số hồ sơ tham khảo? | Ngày nhận danh hiệu? | Hình ảnh                             |
| ----------------- | ----------------------------------- | -------------------- | --------------------------------------------- | ------------------- | -------------------- | ------------------------------------ |
| Lâu đài Castellví | Di tích Kiến trúc phòng thủ Lâu đài | Castellví de Rosanes | 41°27′04″B 1°55′10″Đ / 41,451134°B 1,919313°Đ | RI-51-0005456       | 08-11-1988           | Castillo de Castellví · Upload image |

#### Cervelló
| Tên                       | Dạng            | Địa điểm | Tọa độ                                        | Số hồ sơ tham khảo? | Ngày nhận danh hiệu? | Hình ảnh                            |
| ------------------------- | --------------- | -------- | --------------------------------------------- | ------------------- | -------------------- | ----------------------------------- |
| Lâu đài Cervelló          | Di tích Lâu đài | Cervelló | 41°23′15″B 1°57′34″Đ / 41,387583°B 1,959389°Đ | RI-51-0005461       | 08-11-1988           | Castillo de Cervelló · Upload image |
| Tu viện Sant Ponç Corbera | Di tích Nhà thờ | Cervelló | 41°24′07″B 1°54′44″Đ / 41,401998°B 1,912335°Đ | RI-51-0000437       | 03-06-1931           | Iglesia de San Ponce · Upload image |

#### Collbató
| Tên                          | Dạng            | Địa điểm | Tọa độ                                       | Số hồ sơ tham khảo? | Ngày nhận danh hiệu? | Hình ảnh                            |
| ---------------------------- | --------------- | -------- | -------------------------------------------- | ------------------- | -------------------- | ----------------------------------- |
| Lâu đài Collbató (Tháp Moro) | Di tích Lâu đài | Collbató | 41°34′14″B 1°49′53″Đ / 41,570534°B 1,83128°Đ | RI-51-0005462       | 08-11-1988           | Castillo de Collbató · Upload image |

#### Corbera de Llobregat
| Tên                               | Dạng            | Địa điểm             | Tọa độ                                        | Số hồ sơ tham khảo? | Ngày nhận danh hiệu? | Hình ảnh                                                |
| --------------------------------- | --------------- | -------------------- | --------------------------------------------- | ------------------- | -------------------- | ------------------------------------------------------- |
| Antiguo Lâu đài Corbera Llobregat | Di tích Lâu đài | Corbera de Llobregat | 41°25′04″B 1°55′21″Đ / 41,417797°B 1,922504°Đ | RI-51-0005464       | 08-11-1988           | Antiguo Castillo de Corbera de Llobregat · Upload image |
| Lâu đài Corbera Llobregat         | Di tích Lâu đài | Corbera de Llobregat | 41°25′08″B 1°55′26″Đ / 41,418892°B 1,923835°Đ | RI-51-0005465       | 08-11-1988           | Castillo de Corbera de Llobregat · Upload image         |

#### Cornellá de Llobregat(Cornellà de Llobregat)
| Tên              | Dạng            | Địa điểm              | Tọa độ                                        | Số hồ sơ tham khảo? | Ngày nhận danh hiệu? | Hình ảnh                                  |
| ---------------- | --------------- | --------------------- | --------------------------------------------- | ------------------- | -------------------- | ----------------------------------------- |
| Lâu đài Cornellá | Di tích Lâu đài | Cornellá de Llobregat | 41°21′18″B 2°04′22″Đ / 41,355062°B 2,072742°Đ | RI-51-0005466       | 08-11-1988           | Castillo nuevo de Cornellá · Upload image |

### E

#### El Papiol
| Tên            | Dạng            | Địa điểm  | Tọa độ                                        | Số hồ sơ tham khảo? | Ngày nhận danh hiệu? | Hình ảnh                           |
| -------------- | --------------- | --------- | --------------------------------------------- | ------------------- | -------------------- | ---------------------------------- |
| Lâu đài Papiol | Di tích Lâu đài | El Papiol | 41°26′19″B 2°00′36″Đ / 41,438552°B 2,010109°Đ | RI-51-0005585       | 08-11-1988           | Castillo del Papiol · Upload image |

#### Esparraguera(Esparreguera)
| Tên                  | Dạng            | Địa điểm     | Tọa độ                                       | Số hồ sơ tham khảo? | Ngày nhận danh hiệu? | Hình ảnh                                |
| -------------------- | --------------- | ------------ | -------------------------------------------- | ------------------- | -------------------- | --------------------------------------- |
| Lâu đài Esparraguera | Di tích Lâu đài | Esparraguera | 41°33′04″B 1°52′18″Đ / 41,55102°B 1,871583°Đ | RI-51-0005469       | 08-11-1988           | Castillo de Esparraguera · Upload image |
| Lâu đài Espadas      | Di tích Lâu đài | Esparraguera | 41°34′48″B 1°53′08″Đ / 41,58011°B 1,885422°Đ | RI-51-0005470       | 08-11-1988           | Castillo de las Espadas · Upload image  |

#### Esplugas de Llobregat(Esplugues de Llobregat)
| Tên                                 | Dạng                                | Địa điểm              | Tọa độ                                        | Số hồ sơ tham khảo? | Ngày nhận danh hiệu? | Hình ảnh                              |
| ----------------------------------- | ----------------------------------- | --------------------- | --------------------------------------------- | ------------------- | -------------------- | ------------------------------------- |
| Lâu đài Picalquers (Lâu đài Leones) | Di tích Kiến trúc phòng thủ Lâu đài | Esplugas de Llobregat | 41°23′00″B 2°05′30″Đ / 41,383388°B 2,091565°Đ | RI-51-0005471       | 08-11-1988           | Castillo de Picalquers · Upload image |
| Fuerte San Pedro Mártir             | Di tích Lâu đài                     | Esplugas de Llobregat | 41°23′42″B 2°05′56″Đ / 41,394942°B 2,098998°Đ | RI-51-0005472       | 08-11-1988           | Upload image                          |

### G

#### Gavá(Gavà)
| Tên                                   | Dạng            | Địa điểm | Tọa độ                                        | Số hồ sơ tham khảo? | Ngày nhận danh hiệu? | Hình ảnh                              |
| ------------------------------------- | --------------- | -------- | --------------------------------------------- | ------------------- | -------------------- | ------------------------------------- |
| Lâu đài Eramprunyá                    | Di tích Lâu đài | Gavá     | 41°18′51″B 1°57′27″Đ / 41,314156°B 1,957382°Đ | RI-51-0005484       | 08-11-1988           | Castillo de Eramprunyá · Upload image |
| Lâu đài Mas Roses                     | Di tích Lâu đài | Gavá     | 41°17′36″B 1°59′28″Đ / 41,293372°B 1,991045°Đ | RI-51-0005354       | 08-11-1988           | Castillo de Mas Roses · Upload image  |
| Can Dardena                           | Di tích         | Gavá     | 41°18′03″B 1°57′41″Đ / 41,300701°B 1,96136°Đ  | RI-51-0005485       | 08-11-1988           | Upload image                          |
| Minas prehistóricas Gavá-Can Tintorer | Khu khảo cổ     | Gavá     | 41°18′36″B 2°00′00″Đ / 41,309944°B 2,000028°Đ | RI-55-0000106       | 12-06-1996           | Upload image                          |

### M

#### Martorell
| Tên                                         | Dạng                        | Địa điểm                   | Tọa độ                                        | Số hồ sơ tham khảo? | Ngày nhận danh hiệu? | Hình ảnh                                           |
| ------------------------------------------- | --------------------------- | -------------------------- | --------------------------------------------- | ------------------- | -------------------- | -------------------------------------------------- |
| Puente Diablo (Martorell) (Puente Diablo)   | Di tích Cầu                 | Martorell và Castellbisbal | 41°28′30″B 1°56′16″Đ / 41,474989°B 1,937802°Đ | RI-51-0000310       | 08-05-1925           | Arco romano que da acceso al puente · Upload image |
| Lâu đài Rocafort                            | Di tích Lâu đài             | Martorell                  | 41°27′56″B 1°55′23″Đ / 41,465427°B 1,923173°Đ | RI-51-0005524       | 08-11-1988           | Castillo de Rocafort (Martorell) · Upload image    |
| Lâu đài Rosanes Peiret (Recinto amurallado) | Di tích Lâu đài             | Martorell                  | 41°27′57″B 1°56′08″Đ / 41,465873°B 1,935482°Đ | RI-51-0005525       | 08-11-1988           | Castillo de Rosanes del Peiret · Upload image      |
| Lâu đài Serrat Tháp (Tháp Gimenella)        | Di tích Tháp                | Martorell                  | 41°28′13″B 1°56′03″Đ / 41,470299°B 1,934227°Đ | RI-51-0005527       | 08-11-1988           | Castillo de Serrat de las Torres · Upload image    |
| Fuerte Fusilero Telegraf                    | Di tích Kiến trúc phòng thủ | Martorell                  |                                               | RI-51-0005529       | 08-11-1988           | Fuerte Fusilero Telegraf · Upload image            |
| Bảo tàng Municipal                          | Di tích Bảo tàng            | Martorell                  |                                               | RI-51-0001326       | 01-03-1962           | Upload image                                       |
| Tháp Guaita                                 | Di tích Tháp                | Martorell                  | 41°28′17″B 1°55′58″Đ / 41,471396°B 1,932663°Đ | RI-51-0005528       | 08-11-1988           | Torre de Guaita (Martorell) · Upload image         |
| Tháp Hores                                  | Di tích Tháp                | Martorell                  | 41°28′29″B 1°55′53″Đ / 41,474681°B 1,931378°Đ | RI-51-0005526       | 08-11-1988           | Torre de los Hores · Upload image                  |

#### Molins de Rey(Molins de Rei)
| Tên                                        | Dạng              | Địa điểm      | Tọa độ                                        | Số hồ sơ tham khảo? | Ngày nhận danh hiệu? | Hình ảnh                                |
| ------------------------------------------ | ----------------- | ------------- | --------------------------------------------- | ------------------- | -------------------- | --------------------------------------- |
| Lâu đài Castellciuró                       | Di tích Lâu đài   | Molins de Rey | 41°24′48″B 2°01′55″Đ / 41,413402°B 2,031922°Đ | RI-51-0005544       | 08-11-1988           | Castillo de Castellciuró · Upload image |
| Cung điện Requesens                        | Di tích Cung điện | Molins de Rey | 41°24′45″B 2°01′01″Đ / 41,41252°B 2,01688°Đ   | RI-51-0002352       | 21-02-1989           | Palacio de los Requesens · Upload image |
| Sant Pere Romaní (Edificación fortificada) | Di tích Lâu đài   | Molins de Rey | 41°24′22″B 2°01′53″Đ / 41,406142°B 2,031294°Đ | RI-51-0005545       | 08-11-1988           | Sant Pere de Romaní · Upload image      |

### O

#### Olesa de Montserrat
| Tên                        | Dạng            | Địa điểm            | Tọa độ                                        | Số hồ sơ tham khảo? | Ngày nhận danh hiệu? | Hình ảnh                          |
| -------------------------- | --------------- | ------------------- | --------------------------------------------- | ------------------- | -------------------- | --------------------------------- |
| Lâu đài Olesa              | Di tích Lâu đài | Olesa de Montserrat |                                               | RI-51-0005568       | 08-11-1988           | Upload image                      |
| Nhà hoang San Pedro Sacama | Di tích Lâu đài | Olesa de Montserrat | 41°34′05″B 1°54′46″Đ / 41,568068°B 1,912828°Đ | RI-51-0005569       | 08-11-1988           | Castillo de Sacama · Upload image |

### P

#### Pallejá(Pallejà)
| Tên             | Dạng            | Địa điểm | Tọa độ                                        | Số hồ sơ tham khảo? | Ngày nhận danh hiệu? | Hình ảnh                           |
| --------------- | --------------- | -------- | --------------------------------------------- | ------------------- | -------------------- | ---------------------------------- |
| Lâu đài Pallejá | Di tích Lâu đài | Pallejá  | 41°25′19″B 1°59′48″Đ / 41,421808°B 1,996706°Đ | RI-51-0005584       | 08-11-1988           | Castillo de Pallejá · Upload image |

### S

#### San Baudilio de Llobregat(Sant Boi de Llobregat)
| Tên                       | Dạng                                | Địa điểm                  | Tọa độ                                        | Số hồ sơ tham khảo? | Ngày nhận danh hiệu? | Hình ảnh                                |
| ------------------------- | ----------------------------------- | ------------------------- | --------------------------------------------- | ------------------- | -------------------- | --------------------------------------- |
| Lâu đài San Baudilio      | Di tích Kiến trúc phòng thủ Lâu đài | San Baudilio de Llobregat | 41°20′42″B 2°02′39″Đ / 41,345074°B 2,044262°Đ | RI-51-0005629       | 08-11-1988           | Castillo de San Baudilio · Upload image |
| Tháp Benviure             | Di tích Kiến trúc phòng thủ Tháp    | San Baudilio de Llobregat | 41°20′37″B 2°01′01″Đ / 41,343558°B 2,017078°Đ | RI-51-0005632       | 08-11-1988           | Torre de Benviure · Upload image        |
| Tháp Fonollar (Tháp Vila) | Di tích Kiến trúc phòng thủ Tháp    | San Baudilio de Llobregat | 41°19′59″B 2°02′04″Đ / 41,333099°B 2,034439°Đ | RI-51-0005630       | 08-11-1988           | Torre del Fonollar · Upload image       |
| Tháp Llor                 | Di tích Kiến trúc phòng thủ Tháp    | San Baudilio de Llobregat | 41°21′13″B 2°00′50″Đ / 41,353667°B 2,013911°Đ | RI-51-0005631       | 08-11-1988           | Torre del Llor · Upload image           |

#### San Juan Despí(Sant Joan Despí)
| Tên                       | Dạng         | Địa điểm       | Tọa độ                                        | Số hồ sơ tham khảo? | Ngày nhận danh hiệu? | Hình ảnh                                        |
| ------------------------- | ------------ | -------------- | --------------------------------------------- | ------------------- | -------------------- | ----------------------------------------------- |
| Centro Jujol - Can Negre  | Di tích      | San Juan Despí | 41°22′07″B 2°03′32″Đ / 41,368564°B 2,058965°Đ | RI-51-0009576       | 22-07-1997           | Casa Negre · Upload image                       |
| Tháp Creu (Tháp dels Ous) | Di tích Tháp | San Juan Despí | 41°22′05″B 2°03′37″Đ / 41,368125°B 2,060392°Đ | RI-51-0011012       | 22-07-2003           | Torre de la Creu o Torre del Ous · Upload image |

#### San Vicente dels Horts(Sant Vicenç dels Horts)
| Tên                 | Dạng            | Địa điểm               | Tọa độ | Số hồ sơ tham khảo? | Ngày nhận danh hiệu? | Hình ảnh     |
| ------------------- | --------------- | ---------------------- | ------ | ------------------- | -------------------- | ------------ |
| Lâu đài San Vicente | Di tích Lâu đài | San Vicente dels Horts |        | RI-51-0005682       | 08-11-1988           | Upload image |

#### Santa Coloma de Cervelló
| Tên                  | Dạng                 | Địa điểm                 | Tọa độ                                        | Số hồ sơ tham khảo? | Ngày nhận danh hiệu? | Hình ảnh                                                |
| -------------------- | -------------------- | ------------------------ | --------------------------------------------- | ------------------- | -------------------- | ------------------------------------------------------- |
| Colonia Güell        | Khu phức hợp lịch sử | Santa Coloma de Cervelló | 41°21′55″B 2°01′44″Đ / 41,365307°B 2,028763°Đ | RI-53-0000402       | 25-11-1991           | Colonia Güell · Upload image                            |
| Cripta Colonia Güell | Di tích Cripta       | Santa Coloma de Cervelló | 41°21′50″B 2°01′40″Đ / 41,363828°B 2,027819°Đ | RI-51-0003825       | 20-07-1969           | Cripta de la Iglesia de la Colonia Güell · Upload image |
| Tháp Salvana         | Di tích Lâu đài      | Santa Coloma de Cervelló | 41°22′01″B 2°01′48″Đ / 41,367045°B 2,029882°Đ | RI-51-0005684       | 08-11-1988           | Torre Salvana · Upload image                            |

### V

#### Vallirana
| Tên                          | Dạng            | Địa điểm  | Tọa độ                                        | Số hồ sơ tham khảo? | Ngày nhận danh hiệu? | Hình ảnh     |
| ---------------------------- | --------------- | --------- | --------------------------------------------- | ------------------- | -------------------- | ------------ |
| Tháp Moros (Molinets Llibra) | Di tích Lâu đài | Vallirana | 41°23′21″B 1°56′37″Đ / 41,389203°B 1,943612°Đ | RI-51-0005754       | 08-11-1988           | Upload image |

#### Viladecans
| Tên                      | Dạng            | Địa điểm   | Tọa độ                                        | Số hồ sơ tham khảo? | Ngày nhận danh hiệu? | Hình ảnh                      |
| ------------------------ | --------------- | ---------- | --------------------------------------------- | ------------------- | -------------------- | ----------------------------- |
| Tháp Baró (Can Modolell) | Di tích Lâu đài | Viladecans | 41°19′02″B 2°01′18″Đ / 41,317324°B 2,021546°Đ | RI-51-0005767       | 08-11-1988           | Torre del Baró · Upload image |
| Tháp Roja (Viladecans)   | Di tích Lâu đài | Viladecans | 41°19′13″B 2°01′20″Đ / 41,320289°B 2,022312°Đ | RI-51-0005766       | 08-11-1988           | Torre Roja · Upload image     |